# Tipula medivittata
Tipula medivittata är en tvåvingeart som beskrevs av Yang 1995. Tipula medivittata ingår i släktet Tipula och familjen storharkrankar. Inga underarter finns listade i Catalogue of Life.